# Arremon
Arremon là một chi chim trong họ Emberizidae.

## Các loài
- Arremon abeillei
- Arremon assimilis
- Arremon atricapillus
- Arremon aurantiirostris
- Arremon basilicus
- Arremon brunneinucha
- Arremon castaneiceps
- Arremon costaricensis
- Arremon crassirostris
- Arremon flavirostris
- Arremon franciscanus
- Arremon perijanus
- Arremon phaeopleurus
- Arremon phygas
- Arremon schlegeli
- Arremon semitorquatus
- Arremon taciturnus
- Arremon torquatus
- Arremon virenticeps